# Petrejoides silvaticus
Petrejoides silvaticus is een keversoort uit de familie Passalidae. De wetenschappelijke naam van de soort is voor het eerst geldig gepubliceerd in 1984 door Castillo & Reyes-Castillo.